# Xaver Antonín Falk
ThDr. Xaver Antonín Falk, O.Cist. (13. listopadu 1759, Vlachovo Březí – 20. června 1804, Praha) byl český římskokatolický duchovní, vyšebrodský cisterciák a profesor dogmatiky na pražské teologické fakultě, později děkan této fakulty.

## Život
Pocházel z Vlachova Březí z učitelské rodiny a civilním jménem se jmenoval Antonín. Studoval v Českých Budějovicích humanitní vědy a filosofii v Praze. V roce 1783 složil mnišské sliby v cisterciáckém opatství ve Vyšším Brodě, tehdy již nosil řeholní jméno Xaver. Dne 21. června 1787 získal doktorát z teologie a o osm dní později byl v Českých Budějovicích vysvěcen na kněze. V následujících pěti letech cestoval po evropských univerzitách a studoval orientální jazyky.
V letech 1792-1793 učil své spolubratry mnichy na domácím teologickém studiu ve vyšebrodském klášteře. Od roku 1793 pak působil jako mimořádný profesor dogmatické teologie na pražské katolické teologické fakultě. V letech 1803-1804 byl děkanem této fakulty. Zemřel v Praze v červnu roku 1804.